# Taxe

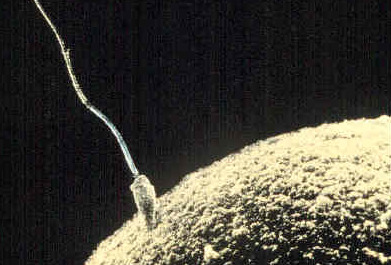
Samčí pohlavní buňka spermie koná taxi bičíkem, díky které může proniknout do samičího vajíčka a vzniká tak nový plod

Taxe (z řeckého taxis, znamenající uspořádávání) je pohyb buňky či většího organismu, který je vyvolán zevním podnětem. Může se například jednat o pohyb pomocí bičíku, který slouží k pohybu jednobuněčných bičíkovců, některých menších mnohobuněčných organismů a některých buněk mnohobuněčných organismů. Dále se taxe může konat pomocí panožek či řasinek.

## Dělení
Taxe se dělí na následující druhy:
- geotaxe – pohyb za zemskou tíží, vlivem gravitační síly
- fototaxe – pohyb za světlem (příkladem je krásnoočko ve vodě, to se pohybuje pomocí bičíku)
- chemotaxe – pohyb od chemického znečištění
- hydrotaxe – pohyb za vodou
- termotaxe – pohyb za teplem